# Айзигхофен
Айзигхофен (нем. Eisighofen) — община в Германии, в земле Рейнланд-Пфальц. 
Входит в состав района Рейн-Лан. Подчиняется управлению Катценельнбоген.  Население составляет 262 человека (на 31 декабря 2010 года). Занимает площадь 5,42 км².